# 265e division d'infanterie
Pour les articles homonymes, voir 265e division.
La  265e division d'infanterie (en allemand : 265. Infanterie-Division ou 265. ID) est une des divisions d'infanterie de l'armée allemande (Wehrmacht) durant la Seconde Guerre mondiale.

## Historique
La 265. Infanterie-Division est formée le 20 mai 1943 sur le Truppenübungsplatz (terrain de manœuvre) de Bergen dans la Wehrkreis XI, son état-major provient de l'état-major de la 403. Sicherungs-Division.
Elle est envoyée en Bretagne en août 1943 dans la région de Quimper et de Lorient.
Le 19 avril 1944, il lui est rajouté le Turkische Bataillon 800 et le Ost Bataillon 634.
Un Kampfgruppe (groupe de combat) est envoyé en juin 1944 en Normandie pour faire face au débarquement allié et est dissous le 2 octobre 1944 après avoir subi de très lourdes pertes avec le reste de la division.
Un autre Kampfgruppe est envoyé sur Brest et est détruit avec la prise de la ville en septembre 1944.
Le reste de la division se retrouve dans la poche de Lorient où elle finit la guerre à la reddition de l'Allemagne nazie.

## Organisation

### Commandants
| Date                             | Grade           | Commandant      |
| -------------------------------- | --------------- | --------------- |
| 1er juin 1943 - 27 juillet 1944  | Generalleutnant | Walter Düvert   |
| 27 juillet 1944 - 2 octobre 1944 | Generalleutnant | Hans Junck (uk) |

### Officiers d'opérations (Generalstabsoffiziere (Ia))
| Date                          | Grade  | Commandant   |
| ----------------------------- | ------ | ------------ |
| 10 juin 1943 - 2 octobre 1944 | Oberst | Harry Pinski |

## Théâtres d'opérations
- Allemagne : juin 1943 - août 1943
- France : août 1943 - octobre 1944

## Ordres de bataille
- Grenadier-Regiment 894
- Grenadier-Regiment 895
- Grenadier-Regiment 896
- Turkische Bataillon 800
- Ost Bataillon 634
- Artillerie-Regiment 265
- Pionier-Bataillon 265
- Divisions-Nachrichten-Abteilung 265
- Divisions-Nachschubtruppen 265